# Danh sách giải thưởng và đề cử của Wanna One
Dưới đây là danh sách giải thưởng và đề cử được trao cho Wanna One, nhóm nhạc nam Hàn Quốc được thành lập vào ngày 16 tháng 6 năm 2017 bởi công ty CJ E&M thông qua chương trình truyền hình thực tế sống còn Produce 101 Mùa 2 của kênh truyền hình Mnet và được quản lý bởi công ty Swing Entertainment (trước đó thuộc quyền quản lý của công ty YMC Entertainment). Wanna One đã nhận tổng cộng 101 giải thưởng, trong đó có 49 chiến thắng trên các chương trình âm nhạc.

## Hàn Quốc

### Asia Artist Awards
| Lần thứ | Năm  | Giải thưởng                  | Đề cử     | Kết quả   | Tham khảo |
| ------- | ---- | ---------------------------- | --------- | --------- | --------- |
| 2       | 2017 | Popularity Award             | Wanna One | Đề cử     | [ 1 ]     |
| 2       | 2017 | Nghệ sĩ mới của năm          | Wanna One | Đoạt giải | [ 1 ]     |
| 2       | 2017 | Nghệ sĩ mới xuất sắc của năm | Wanna One | Đoạt giải | [ 1 ]     |
| 2       | 2017 | Siêu tân binh Samsung Pay    | Wanna One | Đoạt giải | [ 1 ]     |
| 3       | 2018 | Popularity Award             | Wanna One | Đề cử     | [ 2 ]     |
| 3       | 2018 | Hot Artist                   | Wanna One | Đoạt giải | [ 2 ]     |
| 3       | 2018 | Nghệ sĩ của năm              | Wanna One | Đoạt giải | [ 2 ]     |
| 3       | 2018 | Nghệ sĩ xuất sắc của năm     | Wanna One | Đoạt giải | [ 2 ]     |

### Golden Disc Awards
| Lần thứ | Năm  | Giải thưởng                         | Đề cử                 | Kết quả   | Tham khảo   |
| ------- | ---- | ----------------------------------- | --------------------- | --------- | ----------- |
| 32      | 2018 | Popularity Award                    | Wanna One             | Đề cử     | [ 3 ] [ 4 ] |
| 32      | 2018 | Nghệ sĩ mới của năm                 | Wanna One             | Đoạt giải | [ 3 ] [ 4 ] |
| 32      | 2018 | Daesang kỹ thuật số                 | Energetic             | Đề cử     | [ 3 ] [ 4 ] |
| 33      | 2019 | Popularity Award                    | Wanna One             | Đề cử     | [ 5 ]       |
| 33      | 2019 | Đĩa vàng phổ biến của NetEase Music | Wanna One             | Đề cử     | [ 5 ]       |
| 33      | 2019 | Nghệ sĩ quốc tế                     | Wanna One             | Đoạt giải | [ 5 ]       |
| 33      | 2019 | Nhóm nhạc nam xuất sắc              | Wanna One             | Đoạt giải | [ 5 ]       |
| 33      | 2019 | Bonsang                             | 0+1=1 (I PROMISE YOU) | Đoạt giải | [ 5 ]       |
| 33      | 2019 | Daesang album của năm               | 0+1=1 (I PROMISE YOU) | Đề cử     | [ 5 ]       |

### Melon Music Awards
| Lần thứ | Năm  | Giải thưởng                       | Đề cử                 | Kết quả   | Tham khảo   |
| ------- | ---- | --------------------------------- | --------------------- | --------- | ----------- |
| 9       | 2017 | Cư dân mạng bình chọn             | Wanna One             | Đề cử     | [ 6 ] [ 7 ] |
| 9       | 2017 | Top 10 nghệ sĩ hàng đầu           | Wanna One             | Đoạt giải | [ 8 ]       |
| 9       | 2017 | Kakao Hot Star                    | Wanna One             | Đoạt giải | [ 8 ]       |
| 9       | 2017 | Nghệ sĩ mới của năm               | Wanna One             | Đoạt giải | [ 8 ]       |
| 9       | 2017 | Daesang Nghệ sĩ của năm           | Wanna One             | Đề cử     | [ 9 ]       |
| 10      | 2018 | Ca khúc Dance xuất sắc nhất (Nam) | Boomerang             | Đoạt giải | [ 10 ]      |
| 10      | 2018 | Cư dân mạng bình chọn             | Wanna One             | Đề cử     | [ 10 ]      |
| 10      | 2018 | Top 10 nghệ sĩ hàng đầu           | Wanna One             | Đoạt giải | [ 10 ]      |
| 10      | 2018 | Daesang Record of the Year        | Wanna One             | Đoạt giải | [ 10 ]      |
| 10      | 2018 | Daesang Nghệ sĩ của năm           | Wanna One             | Đề cử     | [ 10 ]      |
| 10      | 2018 | Daesang Album của năm             | 0+1=1 (I PROMISE YOU) | Đề cử     | [ 10 ]      |

### Mnet Asian Music Awards
| Lần thứ | Năm  | Giải thưởng                                    | Đề cử                 | Kết quả   | Tham khảo |
| ------- | ---- | ---------------------------------------------- | --------------------- | --------- | --------- |
| 19      | 2017 | Best of Next                                   | Wanna One             | Đoạt giải | [ 11 ]    |
| 19      | 2017 | Nghệ sĩ nam mới xuất sắc                       | Wanna One             | Đoạt giải | [ 11 ]    |
| 19      | 2017 | Nhóm nhạc nam xuất sắc                         | Wanna One             | Đoạt giải | [ 12 ]    |
| 19      | 2017 | Phong cách thời trang Châu Á ở Hong Kong       | Wanna One             | Đề cử     | [ 12 ]    |
| 19      | 2017 | Music Video xuất sắc                           | Energetic             | Đề cử     | [ 13 ]    |
| 19      | 2017 | Sự lựa chọn Mwave toàn cầu                     | Energetic             | Đề cử     | [ 13 ]    |
| 19      | 2017 | Daesang Album của năm                          | 1X1=1 (TO BE ONE)     | Đề cử     | [ 14 ]    |
| 19      | 2017 | Daesang Nghệ sĩ của năm                        | Wanna One             | Đề cử     | [ 15 ]    |
| 20      | 2018 | DDP Best Trend                                 | Wanna One             | Đoạt giải | [ 16 ]    |
| 20      | 2018 | Worldwide Top 10 Fan's Choice                  | Wanna One             | Đoạt giải | [ 16 ]    |
| 20      | 2018 | Nghệ sĩ có vũ đạo được yêu thích (Nam)         | Wanna One             | Đề cử     | [ 16 ]    |
| 20      | 2018 | Sự lựa chọn Mwave toàn cầu                     | Beautiful             | Đề cử     | [ 16 ]    |
| 20      | 2018 | Music Video xuất sắc                           | Beautiful             | Đề cử     | [ 16 ]    |
| 20      | 2018 | Music Video được yêu thích                     | Beautiful             | Đề cử     | [ 16 ]    |
| 20      | 2018 | Unit xuất sắc                                  | Triple Position       | Đoạt giải | [ 16 ]    |
| 20      | 2018 | Nhóm nhạc nam xuất sắc                         | Wanna One             | Đoạt giải | [ 16 ]    |
| 20      | 2018 | Nhóm nhạc nam có màn trình diễn Dance xuất sắc | Boomerang             | Đề cử     | [ 16 ]    |
| 20      | 2018 | Daesang Bài hát của năm                        | Boomerang             | Đề cử     | [ 16 ]    |
| 20      | 2018 | Daesang Nghệ sĩ của năm                        | Wanna One             | Đề cử     | [ 16 ]    |
| 20      | 2018 | Daesang Biểu tượng toàn cầu của năm            | Wanna One             | Đề cử     | [ 16 ]    |
| 20      | 2018 | Daesang Album của năm                          | 0+1=1 (I PROMISE YOU) | Đề cử     | [ 16 ]    |

### Seoul Music Awards
| Lần thứ | Năm  | Giải thưởng         | Đề cử     | Kết quả   | Tham khảo |
| ------- | ---- | ------------------- | --------- | --------- | --------- |
| 27      | 2018 | Popularity Award    | Wanna One | Đề cử     | [ 17 ]    |
| 27      | 2018 | Hallyu đặc biệt     | Wanna One | Đề cử     | [ 17 ]    |
| 27      | 2018 | Nghệ sĩ mới của năm | Wanna One | Đoạt giải | [ 18 ]    |
| 27      | 2018 | Bonsang             | Wanna One | Đoạt giải | [ 18 ]    |
| 28      | 2019 | Popularity Award    | Wanna One | Đề cử     | [ 19 ]    |
| 28      | 2019 | Hallyu đặc biệt     | Wanna One | Đề cử     | [ 19 ]    |
| 28      | 2019 | Dành cho Fandom     | Wanna One | Đoạt giải | [ 19 ]    |
| 28      | 2019 | Bonsang             | Wanna One | Đoạt giải | [ 19 ]    |
| 28      | 2019 | Daesang             | Wanna One | Đề cử     | [ 19 ]    |

### Soribada Best K-Music Awards
| Lần thứ | Năm  | Giải thưởng             | Đề cử     | Kết quả   | Tham khảo |
| ------- | ---- | ----------------------- | --------- | --------- | --------- |
| 1       | 2017 | Popularity Award        | Wanna One | Đề cử     | [ 20 ]    |
| 1       | 2017 | Ngôi sao đang lên       | Wanna One | Đoạt giải | [ 20 ]    |
| 1       | 2017 | Nghệ sĩ mới của năm     | Wanna One | Đoạt giải | [ 20 ]    |
| 1       | 2017 | Bonsang                 | Wanna One | Đề cử     | [ 21 ]    |
| 2       | 2018 | Popularity Award (Male) | Wanna One | Đoạt giải | [ 22 ]    |
| 2       | 2018 | Global Fandom Award     | Wanna One | Đề cử     | [ 22 ]    |
| 2       | 2018 | Bonsang                 | Wanna One | Đoạt giải | [ 22 ]    |

### Gaon Chart Music Awards
| Lần thứ | Năm  | Giải thưởng                    | Đề cử                         | Kết quả   | Tham khảo |
| ------- | ---- | ------------------------------ | ----------------------------- | --------- | --------- |
| 7       | 2018 | Popularity Award               | Wanna One                     | Đoạt giải | [ 23 ]    |
| 7       | 2018 | Bài hát của năm - Tháng 8      | Energetic                     | Đề cử     | [ 23 ]    |
| 7       | 2018 | Bài hát của năm - Tháng 8      | Burn It Up                    | Đề cử     | [ 23 ]    |
| 7       | 2018 | Bài hát của năm - Tháng 11     | Beautiful                     | Đoạt giải | [ 23 ]    |
| 7       | 2018 | Nghệ sĩ mới của năm (Digital)  | Wanna One - Energetic         | Đề cử     | [ 23 ]    |
| 7       | 2018 | Nghệ sĩ mới của năm (Physical) | Wanna One - 1X1=1 (TO BE ONE) | Đoạt giải | [ 23 ]    |
| 7       | 2018 | Album của năm - Quý 3          | 1X1=1 (TO BE ONE)             | Đề cử     | [ 23 ]    |
| 7       | 2018 | Album của năm - Quý 4          | 1-1=0 (NOTHING WITHOUT YOU)   | Đoạt giải | [ 23 ]    |
| 8       | 2019 | Bài hát của năm - Tháng 6      | Light                         | Đề cử     |           |
| 8       | 2019 | Album của năm - Quý 1          | 0+1=1 (I PROMISE YOU)         | Đoạt giải |           |
| 8       | 2019 | Album của năm - Quý 2          | 1÷χ=1 (UNDIVIDED)             | Đề cử     |           |
| 8       | 2019 | Album của năm - Quý 4          | 1¹¹=1 (POWER OF DESTINY)      | Đề cử     |           |

### MBC Plus x Genie Music Awards
| Lần thứ | Năm  | Giải thưởng                                    | Đề cử                       | Kết quả   | Tham khảo |
| ------- | ---- | ---------------------------------------------- | --------------------------- | --------- | --------- |
| 1       | 2018 | Nhóm nhạc nam có màn trình diễn Dance xuất sắc | Boomerang                   | Đề cử     |           |
| 1       | 2018 | Nhóm nhạc nam xuất sắc                         | Wanna One                   | Đề cử     |           |
| 1       | 2018 | Genie Music Popularity Award                   | Wanna One                   | Đề cử     |           |
| 1       | 2018 | MBC Plus Star Award                            | Wanna One                   | Đoạt giải |           |
| 1       | 2018 | Best Male Vocal Performance                    | Beautiful                   | Đoạt giải |           |
| 1       | 2018 | Daesang Bài hát của năm                        | Beautiful                   | Đoạt giải |           |
| 1       | 2018 | Daesang Digital Album của năm                  | 1-1=0 (NOTHING WITHOUT YOU) | Đề cử     |           |
| 1       | 2018 | Daesang Nghệ sĩ của năm                        | Wanna One                   | Đề cử     |           |

### Korea Popular Music Awards
| Lần thứ | Năm  | Giải thưởng                        | Đề cử                       | Kết quả   | Tham khảo |
| ------- | ---- | ---------------------------------- | --------------------------- | --------- | --------- |
| 1       | 2018 | Nghệ sĩ xuất sắc nhất của Olleh TV | Wanna One - Wanna Travel    | Đoạt giải | [ 24 ]    |
| 1       | 2018 | Popularity Award                   | Wanna One                   | Đoạt giải | [ 24 ]    |
| 1       | 2018 | Bonsang                            | Wanna One                   | Đoạt giải | [ 24 ]    |
| 1       | 2018 | Daesang Nghệ sĩ của năm            | Wanna One                   | Đoạt giải | [ 24 ]    |
| 1       | 2018 | Daesang Bài hát của năm            | Beautiful                   | Đề cử     | [ 24 ]    |
| 1       | 2018 | Daesang Album của năm              | 1-1=0 (NOTHING WITHOUT YOU) | Đề cử     | [ 24 ]    |

### MelonPopularity Award
| Năm  | Bài hát   | Ngày        |
| ---- | --------- | ----------- |
| 2017 | Energetic | 4 tháng 9   |
| 2017 | Energetic | 11 tháng 9  |
| 2017 | Beautiful | 27 tháng 11 |
| 2017 | Beautiful | 4 tháng 12  |
| 2017 | Beautiful | 11 tháng 12 |
| 2017 | Beautiful | 18 tháng 12 |
| 2017 | Beautiful | 25 tháng 12 |
| 2018 | Boomerang | 9 tháng 4   |

## Quốc tế

### MTV Europe Music Awards
| Lần thứ | Năm  | Giải thưởng          | Đề cử     | Kết quả | Tham khảo |
| ------- | ---- | -------------------- | --------- | ------- | --------- |
| 24      | 2017 | Nghệ sĩ Hàn xuất sắc | Wanna One | Đề cử   | [ 25 ]    |

## Giải thưởng khác
| Lần thứ                                          | Năm  | Giải thưởng                                         | Đề cử                                  | Kết quả   | Tham khảo     |
| ------------------------------------------------ | ---- | --------------------------------------------------- | -------------------------------------- | --------- | ------------- |
| Busan One Asia Festival Awards                   |      |                                                     |                                        |           |               |
| 2                                                | 2017 | Ngôi sao đang lên                                   | Wanna One                              | Đoạt giải | [ 26 ] [ 27 ] |
| Korea Top Star Awards                            |      |                                                     |                                        |           |               |
| 6                                                | 2017 | Ca sĩ hàng đầu                                      | Wanna One                              | Đoạt giải | [ 28 ]        |
| EDaily Culture Awards                            |      |                                                     |                                        |           |               |
| 5                                                | 2018 | Concert xuất sắc hàng đầu                           | Wanna One Premier Show-Con (To Be One) | Đoạt giải | [ 29 ]        |
| V Live Awards                                    |      |                                                     |                                        |           |               |
| 3                                                | 2018 | Top 5 tân binh toàn cầu                             | Wanna One                              | Đoạt giải | [ 30 ]        |
| 4                                                | 2019 | Top 10 nghệ sĩ xuất sắc                             | Wanna One                              | Đề cử     | [ 31 ]        |
| 4                                                | 2019 | Kênh tốt nhất - 1 triệu người theo dõi              | Wanna One                              | Đề cử     | [ 32 ]        |
| Soompi Awards                                    |      |                                                     |                                        |           |               |
| 13                                               | 2018 | Nghệ sĩ mới của năm                                 | Wanna One                              | Đoạt giải |               |
| Korea Entertainment Producers Association Awards |      |                                                     |                                        |           |               |
| 2                                                | 2018 | Nghệ sĩ của năm                                     | Wanna One                              | Đoạt giải | [ 33 ]        |
| National Brand Awards                            |      |                                                     |                                        |           |               |
| 3                                                | 2018 | National Brand Grand Prize                          | Wanna One                              | Đoạt giải |               |
| Consumer Rights Day Awards                       |      |                                                     |                                        |           |               |
| 23                                               | 2018 | Best Singer of the Year Selected by Music Consumers | Wanna One                              | Đoạt giải |               |
| Ten Asian Kpop Global Top Ten Awards             |      |                                                     |                                        |           |               |
|                                                  | 2018 | Popular Awards in Korea                             | Wanna One                              | Đoạt giải |               |

## Chương trình âm nhạc

### The Show
| Năm  | Ngày        | Bài hát       |
| ---- | ----------- | ------------- |
| 2017 | 22 tháng 8  | Energetic     |
| 2017 | 29 tháng 8  | Energetic     |
| 2018 | 3 tháng 4   | Boomerang     |
| 2018 | 12 tháng 6  | Light         |
| 2018 | 27 tháng 11 | Spring Breeze |
| 2018 | 4 tháng 12  | Spring Breeze |

### Show Champion
| Năm  | Ngày        | Bài hát       |
| ---- | ----------- | ------------- |
| 2017 | 16 tháng 8  | Energetic     |
| 2017 | 23 tháng 8  | Energetic     |
| 2017 | 30 tháng 8  | Energetic     |
| 2017 | 22 tháng 11 | Beautiful     |
| 2018 | 21 tháng 3  | I Promise You |
| 2018 | 28 tháng 3  | Boomerang     |
| 2018 | 4 tháng 4   | Boomerang     |
| 2018 | 13 tháng 6  | Light         |
| 2018 | 20 tháng 6  | Light         |
| 2018 | 28 tháng 11 | Spring Breeze |
| 2018 | 5 tháng 12  | Spring Breeze |

### M Countdown
| Năm  | Ngày        | Bài hát       |
| ---- | ----------- | ------------- |
| 2017 | 17 tháng 8  | Energetic     |
| 2017 | 24 tháng 8  | Energetic     |
| 2017 | 31 tháng 8  | Energetic     |
| 2017 | 23 tháng 11 | Beautiful     |
| 2018 | 29 tháng 3  | Boomerang     |
| 2018 | 5 tháng 4   | Boomerang     |
| 2018 | 14 tháng 6  | Light         |
| 2018 | 29 tháng 11 | Spring Breeze |

### Music Bank
| Năm  | Ngày        | Bài hát       |
| ---- | ----------- | ------------- |
| 2017 | 18 tháng 8  | Energetic     |
| 2017 | 25 tháng 8  | Energetic     |
| 2017 | 24 tháng 11 | Beautiful     |
| 2017 | 1 tháng 12  | Beautiful     |
| 2018 | 30 tháng 3  | Boomerang     |
| 2018 | 6 tháng 4   | Boomerang     |
| 2018 | 13 tháng 4  | Boomerang     |
| 2018 | 15 tháng 6  | Light         |
| 2018 | 22 tháng 6  | Light         |
| 2018 | 30 tháng 11 | Spring Breeze |

### Show! Music Core
| Năm  | Ngày        | Bài hát       |
| ---- | ----------- | ------------- |
| 2017 | 19 tháng 8  | Energetic     |
| 2017 | 26 tháng 8  | Energetic     |
| 2017 | 2 tháng 9   | Energetic     |
| 2017 | 25 tháng 11 | Beautiful     |
| 2017 | 2 tháng 12  | Beautiful     |
| 2017 | 9 tháng 12  | Beautiful     |
| 2017 | 16 tháng 12 | Beautiful     |
| 2018 | 17 tháng 3  | I Promise You |
| 2018 | 31 tháng 3  | Boomerang     |
| 2018 | 7 tháng 4   | Boomerang     |
| 2018 | 16 tháng 6  | Light         |
| 2018 | 1 tháng 12  | Spring Breeze |

### Inkigayo
| Năm  | Ngày       | Bài hát   |
| ---- | ---------- | --------- |
| 2017 | 20 tháng 8 | Energetic |
| 2017 | 27 tháng 8 | Energetic |